# Sociedade da Areia Amarela
A Sociedade da Areia Amarela (chinês tradicional: 黃沙會Wade–Giles: Huang Sha Hui) também conhecida como Sociedade do Caminho Amarelo (chinês tradicional: 黃道會Wade–Giles: Huang Tao Hui) e Sociedade do Portão Amarelo (chinês tradicional: 黃門會Wade–Giles: Huang Men Hui) foi uma sociedade secreta rural e uma seita religiosa popular no norte da China durante os séculos XIX e XX.
Inspirado por ideias milenaristas, o movimento lançou várias revoltas contra o final do Império Qing, a República da China e os estados fantoches chineses do Japão. A sociedade acabou sendo suprimida pelo Partido Comunista Chinês (PCC) na segunda metade do século XX.

## História

### Origem
Semelhante a outras sociedades secretas na China, as origens e operações exatas da Sociedade da Areia Amarela são difíceis de discernir. As sociedades secretas chinesas ocasionalmente mudavam de nome e eram altamente descentralizadas, com vários ramos com nomes diferentes operando como parte do mesmo movimento. Às vezes, grupos completamente não relacionados também compartilhavam o mesmo nome. Assim, é difícil diferenciar claramente entre as sociedades secretas.   A Sociedade da Areia Amarela é conhecida por terem operado como "Sociedade do Caminho Amarelo" durante parte de sua existência  e também foram equiparadas à "Sociedade do Portão Amarelo",  que era ativa em Jinan, Shandong.  Por sua vez, "Sociedade do Portão Amarelo" serviu como um nome alternativo para os Lanças Amarelas, um subgrupo da Sociedade da Lança Vermelha.  Consequentemente, foram caracterizadas como ramificações  e predecessoras da Sociedade da Lança Vermelha.  Também foi teorizado que a Sociedade da Areia Amarela estava conectada ao movimento Lótus Branco. 
Os Areias Amarelas já estavam ativos no final do Império Qing,   tendo possivelmente emergido como um movimento de autodefesa rural em reação ao declínio gradual do governo chinês e ao subsequente aumento do banditismo e do caos.   No final do século XIX, eles floresceram no isolado Condado de Guan, Shandong, na fronteira com Honã.  A Sociedade da Areia Amarela continuaria a ser mais ativa na área fronteiriça de Honã, Shandong e Hebei pelo resto de sua existência.  
Em 1908, os camponeses do leste de Henan se uniram e se organizaram como a "Sociedade do Caminho Amarelo" em oposição ao governo Qing. Três anos depois, esses camponeses iniciaram uma rebelião aberta na tentativa de apoiar a Revolução Xinhai.  Eles capturaram e saquearam Taikang.  Eles foram derrotados depois disso, com cerca de 1.000 insurgentes mortos. 

### República da China
Após o colapso do Império Qing, a Sociedade da Areia Amarela se opôs ao novo governo republicano. Isso era incomum, pois a maioria das sociedades secretas optou por cooperar com o novo regime até meados da década de 1920. Por volta de 1919, um homem que se autodenominava "Chu, o Nono" apareceu no condado de Anyang, no norte de Henan. Alegando ser o descendente da nona geração da dinastia Ming, ele se proclamou imperador da China com o nome de "Grande Brilho" (Daming). Ao fazer isso, Chu foi apoiado por um professor local da Yellow Way. Os dois declararam conjuntamente que a China deveria ser reunificada sob o "verdadeiro dragão [imperador legítimo]" e que apenas os membros seriam poupados no próximo armageddon; sua insurgência contra o governo durou três anos e foi finalmente reprimida pela milícia republicana e pelas forças do exército.   Depois disso, o movimento retomou o nome de Sociedade da Areia Amarela  e continuou a organizar as comunidades rurais para resistir ao aumento dos impostos e à intrusão do governo pelo resto da Era dos Senhores da Guerra. 
Durante a Expedição do Norte do Kuomintang (KMT) de 1926 a 1928, o poder dos senhores da guerra no norte da China enfraqueceu significativamente. Isso levou as Areias Amarelas, juntamente com outros grupos rurais como os Lanças Vermelhas e os Portões Celestiais, a tomar grandes áreas para si.  Por exemplo, essas três sociedades secretas capturaram o condado de Cheng'an em 1927 e passaram a administrar o governo local por vários meses.  Embora as sociedades secretas estivessem lutando contra os mesmos inimigos que o KMT, este último considerou esse desenvolvimento desfavoravelmente. Isso se devia ao fato de o governo nacionalista liderado pelo KMT temer que os Areias Amarelas e outros grupos rurais atrapalhassem sua própria arrecadação de impostos, assim como haviam resistido à tributação dos senhores da guerra. 

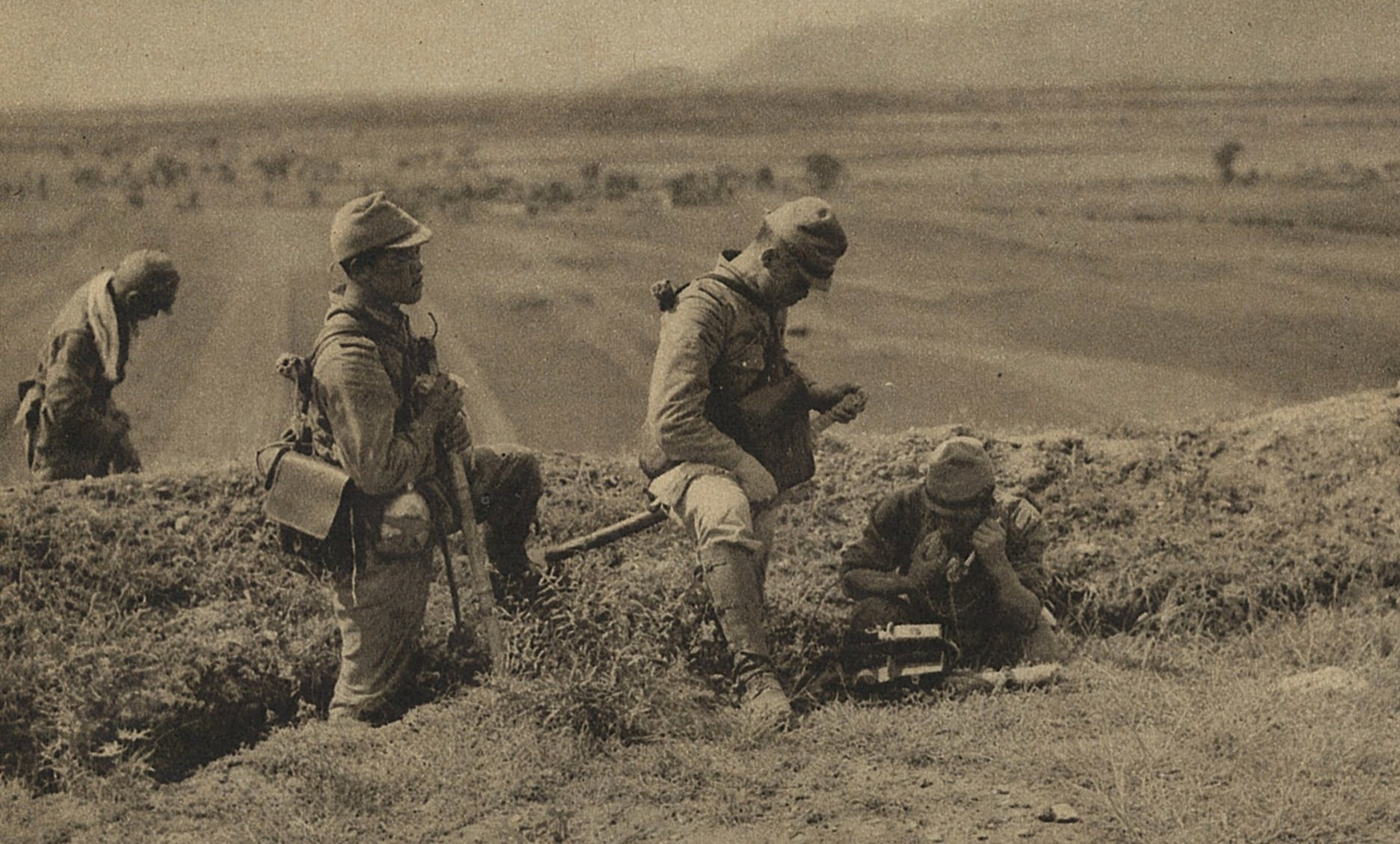
A rebelião de 1936 de Yellow Sands no distrito de Miyun foi esmagada pelo Exército Imperial Japonês (foto: soldados japoneses em 1937)

A sociedade também participou da resistência chinesa contra o Império do Japão, que ocupou cada vez mais o território chinês na década de 1930. Um ramo do movimento foi reorganizado por seu líder Chang Yin-tang no "Corpo de Autodefesa de Salvação Nacional Antijaponesa do Povo", com sede em Taocheng, no sul de Hebei.  Outra facção dos Areias Amarelas lançou uma revolta contra o Governo Autônomo de Hebei Oriental, um estado-fantoche do Japão, em julho de 1936. Liderados por um velho sacerdote taoísta, os Areias Amarelas conseguiram derrotar uma unidade do Exército de Hebei Oriental que foi enviada para reprimi-los no distrito de Miyun, ao que o Exército Imperial Japonês se mobilizou para esmagar a revolta.  Em setembro, as forças dos Areias Amarelas em Miyun foram derrotadas pelos japoneses, com cerca de 300 rebeldes mortos ou feridos em batalha. 
Como organização camponesa, a Sociedade da Areia Amarela estava entre as sociedades secretas que também atraíram a atenção do Partido Comunista Chinês (PCC). Em dezembro de 1942, o líder do PCC Li Ta-chang divulgou um documento que detalhava como os quadros comunistas deveriam lidar com as sociedades secretas rurais, agrupando-os em três categorias. Os Areias Amareças eram considerados uma "organização feudal" liderada por proprietários, mas também importantes aliados em potencial na guerra contra os japoneses. Li argumentou que os comunistas deveriam ingressar nas sociedades secretas e doutriná-las secretamente, e apenas atacar os grupos que se recusassem terminantemente a adotar o comunismo.  Com o tempo, no entanto, os comunistas ficaram cada vez mais frustrados com o conservadorismo político das sociedades secretas e a recusa em adotar as ideias comunistas, de modo que o PCC passou cada vez mais da cooperação com os grupos rurais para miná-los e desmantelá-los. 

### Repressão pelo Partido Comunista
Com a vitória do PCC na Guerra Civil Chinesa e o estabelecimento da República Popular da China em 1949, as sociedades secretas eram vistas como uma ameaça política. Como resultado, o PCC começou a expurgá-los da China Continental, restringindo violentamente suas atividades.  A Sociedade da Areia Amarela foi conseqüentemente suprimida como uma "seita" sediciosa.  No entanto, remanescentes do movimento permaneceram ativos até 1980, quando três camponeses foram presos como supostos membros. Eles foram acusados de terem planejado uma rebelião e o restabelecimento do Reino Celestial de Taiping, e teriam resistido à prisão. Na altercação que se seguiu, oito policiais ficaram feridos antes que o suposto membro fosse levado sob custódia. Todos foram condenados a penas de prisão desconhecidas. 

## Crenças
Como muitas outras sociedades secretas chinesas,  foi inspirada em suas atividades por ideias monárquicas milenares, espirituais e romantizadas. Seus membros acreditavam que poderiam se tornar imunes a tiros por meio de "magia e encantamentos",   uma crença amplamente compartilhada entre as sociedades secretas. A historiadora Elizabeth J. Perry observou que essa convicção de invulnerabilidade era "uma arma poderosa para reforçar a determinação de pessoas que possuíam poucos recursos alternativos para defender seus escassos bens". 
Os Areias Amarelas também visavam a restauração da dinastia Ming.  Este também era um motivo comum entre as sociedades secretas chinesas, muitas vezes expresso no slogan "Oponha-se aos Qing; restaure os Ming".  Este slogan permaneceu popular nas áreas rurais mesmo após a queda da dinastia Qing e ainda era amplamente utilizado na década de 1940.  O governo da dinastia Ming representou um tempo idealizado, e acreditava-se amplamente que uma restauração Ming resultaria em um "reino de felicidade e justiça para todos" sob um "bom soberano". 